# Heilig-Hartkapel (Bosschenhuizen)

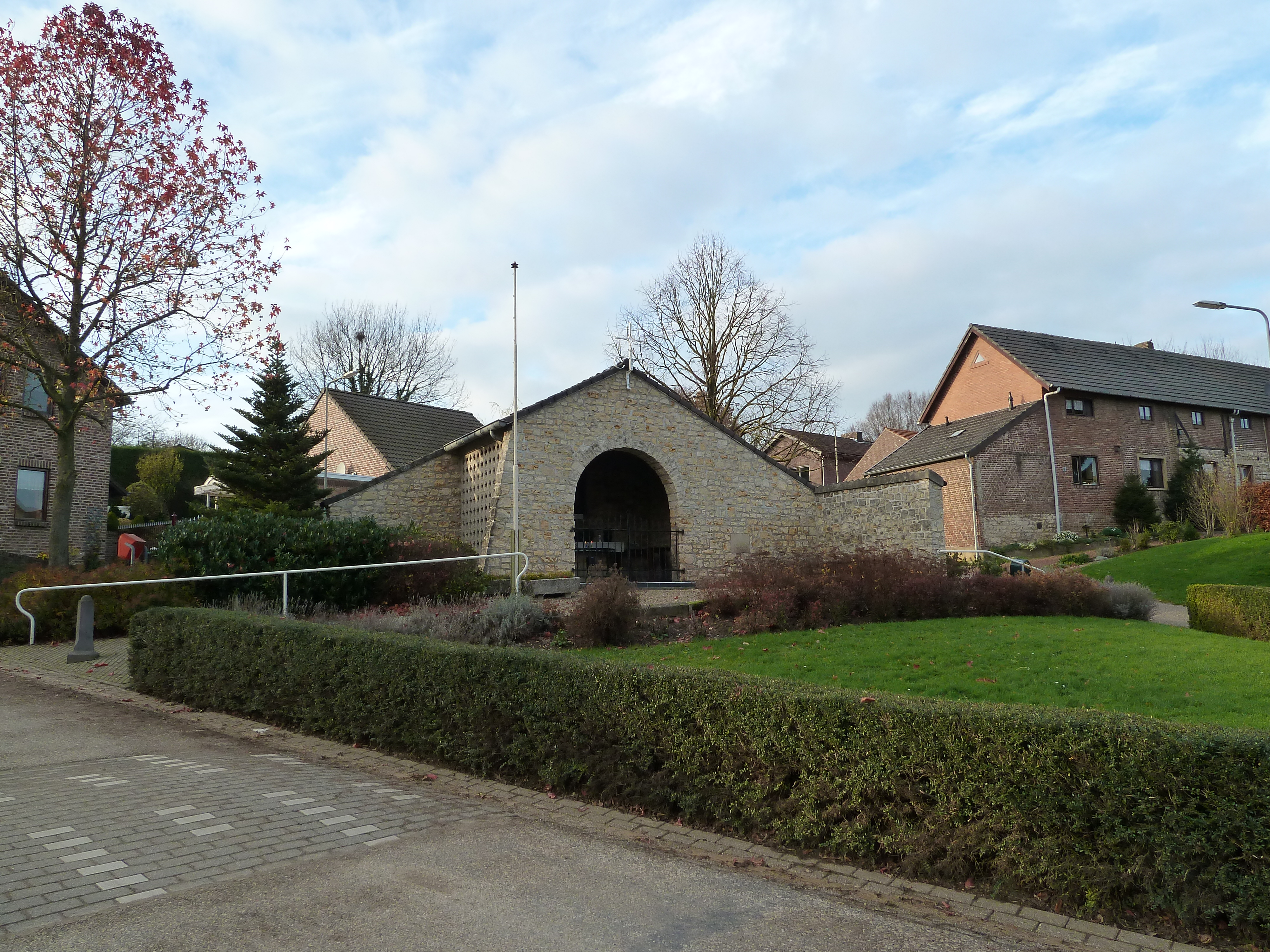
Heilig-Hartkapel van Bosschenhuizen

De Heilig-Hartkapel is een kapel in Bosschenhuizen in de Nederlands Zuid-Limburgse gemeente Simpelveld. De kapel staat midden in de plaats aan De Ling (betekenis: braakliggende grond) met voor de kapel een grasveld.
De kapel is gewijd aan het Heilig Hart van Jezus.

## Geschiedenis
Van oudsher was deze plaats een vrome plek waar mensen uit de buurt naar toe kwamen om te bidden. Door de tijden heen hebben er hier verschillende wegkruisen gestaan. In 1870 werd een vervallen houten kruis door een smeedijzeren kruis vervangen.
In 1922-1923 werd er een kapel gebouwd. Het in 1870 geplaatste wegkruis werd toen verplaatst naar het pand van Senden in de buurtschap.
In 1958 werd er een nieuwe kapel gebouwd naar het ontwerp van architect A.F. Brenninkmeyer uit Heerlen. Op 5 april 1959 wer de kapel met Pasen ingezegend.

## Bouwwerk
De kapel is in Kunradersteen opgetrokken op een rechthoekig plattegrond onder een ongelijkzijdig zadeldak met pannen. Aan de linkerzijde van de kapel is de achtergevel een stuk doorgetrokken als tuinmuur en hetzelfde heeft men aan de rechterkant gedaan met de frontgevel. Tegen de top van de frontgevel is een wit smeedijzeren kruis bevestigd. De frontgevel bevat verder aan de rechterkant een gevelsteen met het jaartal AD 1958 en in het midden een rondboogvormige toegang die met een laag smeedijzeren hek wordt afgesloten.
Van binnen zijn de wanden eenvoudig en onbewerkt, behalve de linkerwand die uitgevoerd is in kleurrijke glazen bouwstenen (glas-in-beton) waardoor het licht via vierpasvormen in verschillende kleuren de kapel binnenkomt. Tegen de achterwand is een massief altaar gemetseld van Kunradersteen met een blad van lichtgrijze marmeren platen. Tegen de achterwand is een console aangebracht (van hetzelfde marmer) waarop het Heilig Hartbeeld geplaatst is. Het beeld draagt een rode mantel over een wit gewaad, met op de borst het brandende gewonde hart, en houdt zijn handen in de orantehouding.